# Список глав государств в 1039 году
Список глав государств в 1038 году — 1039 год — Список глав государств в 1040 году — Список глав государств по годам

## Азия
- Аббасидский халифат — Аль-Каим Биамриллах, халиф (1031 — 1075)
- Армения —
  - Анийское царство —
    - Ованес-Смбат, царь (1020 — 1041)
    - Ашот IV Храбрый, царь (1022 — 1040)

  - Карсское царство — Гагик, царь (1029 — 1065)
  - Сюникское царство — Васак, царь (998 — 1040)
  - Ташир-Дзорагетское царство — Давид I Безземельный, царь (989 — 1048)
- Газневидское государство — Масуд I, султан (1030 — 1041)
- Грузинское царство — Баграт IV, царь (1027 — 1072)
- Гуриды — Аббас ибн Шис, малик (1035 — 1060)
- Дайковьет — Ли Тхай Тонг, император[англ.] (1028 — 1054)
- Дали — Дуань Сучжэнь, король (1026 — 1041)
- Западное Ся — Цзинцзун (Ли Юаньхао), император (1038 — 1048)
- Индия —
  - Венги (Восточные Чалукья) — Раджараджанарендра, махараджа (1022 — 1031, 1035 — 1061)
  - Западные Чалукья[англ.] — Джагадекамалла Джаясимха II, махараджа (1015 — 1042)
  - Камарупа — Дхарма Пала, махараджадхираджа[англ.] (1035 — 1060)
  - Качари[англ.] — Удитья, царь[англ.] (1010 — 1040)
  - Кашмир (Лохара) — Ананта, царь[англ.] (1028 — 1063)
  - Одиша (Орисса) — Яяти II, махараджа[англ.] (1025 — 1040)
  - Пала — Наяпала, царь (1038 — 1055)
  - Парамара[англ.] — Бходжа, махараджа[англ.] (1010 — 1055)
  - Соланки — Бхимадева I, раджа (1021 — 1063)
  - Харикела (династия Чандра) — Говиндачандра, махараджадхираджа[англ.] (ок. 1020 — ок. 1050)
  - Хойсала — Нрипакама II, перманади (1026 — 1047)
  - Чера — Раджасимха, махараджа (1028 — 1043)
  - Чола — Раджендра I, махараджа (1014 — 1044)
  - Ядавы (Сеунадеша) — Бхиллама III, махараджа (1025 — 1040)
- Индонезия —
  - Курипан[англ.] — Эрлангга, раджа[англ.] (1019 — 1045)
  - Сунда — Прабу Детиа, махараджа (1030 — 1042)
- Иран —
  -  Буиды — 
    - Абу Калинджар, шаханшах,эмир Кермана и Фарса (1027 — 1048)
    - Джалал ад-Даула, шаханшах, эмир Ирака (1027 — 1044)

  -  Раввадиды — Вахсудан Абу Мансур, эмир (1019 — 1054)
- Караханидское государство — Сулеймен Арслан-хан, хан (1034 — 1042)
- Китай (Империя Сун) — Жэнь-цзун (Чжао Чжэнь), император (1022 — 1063)
- Кхмерская империя (Камбуджадеша) — Сурьяварман I, император (ок. 1010 — 1050)
- Кахетия — 
  - Квирике III Великий, князь[англ.] (1010 — ок. 1039)
  - Гагик, царь[англ.] (ок. 1039 — 1058)
- Корея (Корё)  — Чонджон, ван (1034 — 1046)
- Лемро — 
  - Сандатин, царь[англ.] (1028 — 1039)
  - Мин Ин Пью, царь[англ.] (1039 — 1049)
- Ляо — Син-цзун, император (1031 — 1054)
- Наджахиды — Насир ад-Дин Наджах, амир (1022 — ок. 1060)
- Паган — Соукатэ, король[англ.] (1038 — 1044)
- Сельджукская империя — Тогрул-бек, султан (1038 — 1063)
- Тбилисский эмират — Джаффар III бен Али, эмир (1032 — 1046)
- Тямпа — Синхаварман II, князь (1030 — 1044)
- Шеддадиды (Гянджинский эмират) — Али Лашкари II, эмир (1034 — 1049)
- Ширван — Абу Мансур Али ибн Язид, ширваншах (1034 — 1043)
- Япония — Го-Судзаку, император (1036 — 1045)

## Африка
- Гао — Бай Кайна Камба, дья (ок. 1020 — ок. 1040)
- Зириды — Аль-Муизз Шараф ад-Даула ибн Бадис, эмир (1016 — 1062)
- Канем — Арки, маи (1035 — 1077)
- Килва — Али ибн Давуд I, султан (ок. 1023 — ок. 1083)
- Макурия — Георгий III, царь (ок. 1030 — ок. 1080)
- Фатимидский халифат — Маад аль-Мустансир Биллах, халиф (1036 — 1094)
- Хаммадиды — Каид ибн Хаммад, султан (1028 — 1045)
- Эфиопия — 
  - Герма Сеюм, император (999 — 1039)
  - Йемрехана Крест, император (1039 — 1079)

## Европа
- Англия — Гарольд I Заячья лапа, король (1035 — 1040)
- Венгрия — Пётр Орсеоло, король (1038 — 1041, 1044 — 1046)
- Венецианская республика — Доменико Флабьянико, дож (1032 — 1042)
- Византийская империя — Михаил IV Пафлагон, император (1034 — 1041)
- Волжская Булгария —
- Гасконь — Эд, герцог (1032 — 1039)
  - Арманьяк — Бернар II Тюмапалер, граф (1020 — 1061)
  - Фезансак — Гильом II Астанов, граф (ок. 1032 — ок. 1064)
- Дания — Хардекнуд, король (1035 — 1042)
- Дербентский эмират — Абдулмалик II ибн Мансур, эмир (1034 — 1043)
- Дукля — Стефан Воислав, жупан (1018 — 1052)
- Ирландия — Доннхад мак Бриайн, верховный король (1022 — 1064)
  - Айлех — Ниалл мак Маэл Сехнайлл, король (1036 — 1061)
  - Дублин — Ивар III, король (1038 — 1046)
  - Коннахт — Арт Уаллах мак Айдо, король (ок. 1030 — 1046)
  - Лейнстер — 
    - Доннхад мак Гилла Патрайк, король (1033 — 1039)
    - Мурхад II, король (1039 — 1042)

  - Миде — Конхобар Уа Маэл Сехлайнн, король (1030 — 1073)
  - Мунстер — Доннхад мак Бриайн, король (1014 — 1064)
  - Ольстер — Ниалл мак Эохада, король (1016 — 1063)
- Испания —
  - Альбаррасин (тайфа) — Абу Мухаммад Худайл ибн аль-Асла ибн Расин, эмир (1012 — 1045)
  - Альмерия (тайфа) — Абд аль-Азиз аль-Мансур, эмир (1038 — 1044)
  - Альпуэнте (тайфа) — Мухаммад I Йумн аль-Давла ибн Абдаллах, эмир (1030 — 1042)
  - Альхесирас (тайфа) — Мухаммад ибн аль-Касим, эмир (1035 — 1048)
  - Ампурьяс — Уго I, граф (991 — 1040)
  - Арагон — Рамиро I, король (1035 — 1063)
  - Аркос (тайфа) — Абдун ибн Мухаммад, эмир (ок. 1029 — 1053)
  - Бадахос (тайфа) — Абдаллах ибн Мухаммад ибн Масламах ибн аль-Афтас, эмир (1034 — 1045)
  - Барселона — Рамон Беренгер I Старый, граф (1035 — 1076)
  - Бесалу — Гильермо I Толстый, граф (1020 — 1052)
  - Валенсия (тайфа) — Абд аль-Азиз аль-Мансур, эмир (1021 — 1061)
  - Гранада (тайфа) — Бадис бен Хаббус, эмир (1038 — 1073)
  - Дения (тайфа) — Муджахид аль-Муваффак, эмир (ок. 1010 — 1045)
  - Кармона (тайфа) — Мухаммад, эмир (ок. 1023 — ок. 1042)
  - Кастилия — Фердинанд I Великий, король (1037 — 1065)
  - Конфлан и Серданья — Рамон Вифред, граф (1035 — 1062)
  - Кордова (тайфа) — Абу-л-Хазм Джахвар бин Муаммад, эмир (1031 — 1043)
  - Леон — Фердинанд I Великий, король (1037 — 1065)
  - Малага (тайфа) — 
    - Идрис I аль-Мутайид, эмир (1035 — 1039)
    - Яхъя II аль-Каим, эмир (1039 — 1040)

  - Морон (тайфа) — Нух ибн Аби Тузири, эмир (1014 — 1041)
  - Наварра — Гарсия III, король (1035 — 1054)
  - Ньебла (тайфа) — Абул-Аббас Ахмад, эмир (ок. 1023 — ок. 1041)
  - Пальярс Верхний — Бернат (Бернардо) II, граф (ок. 1035 — ок. 1049)
  - Пальярс Нижний — Рамон III (IV), граф (ок. 1011 — ок. 1047)
  - Рибагорса и Собрарбе — Гонсало Санчес, граф (1035 — 1043)
  - Ронда (тайфа) — Абу Нур Хилал, эмир (1039/1040 — 1053/1054)
  - Сарагоса (тайфа) — 
    - Муизз ад-даула Мунзир II, эмир (1029 — 1039)
    - Сулейман ал-Мусаин, эмир (1039 — 1046)

  - Севилья (тайфа) — Аббад I, эмир (1023 — 1042)
  - Сильвес (тайфа) — Иса I, эмир (1027 — ок. 1040)
  - Толедо (тайфа) — Исмаил аль-Захир, эмир (1032 — ок. 1043)
  - Тортоса (тайфа) — 
    - Лабиб аль-Амири аль-Фата, эмир (1010 — 1039/1040)
    - Мукатил Сейф аль-Милла, эмир (1039/1040 — 1053/1054)

  - Урхель — Эрменгол III, граф (1038 — 1065)
- Италия —
  - Аверса — Райнульф I Дренго, граф (1030 — 1045)
  - Амальфи — 
    - Иоанн II, герцог[англ.] (1029 — 1034, 1038 — 1039, 1052 — 1069)
    - Гвемар Салернский, герцог[англ.] (1039 — 1052)

  - Беневенто — Пандульф III, князь (1033 — 1050)
  - Гаэта — Гвемар Салернский, герцог[англ.] (1038 — 1045)
  - Капуя — Гвемар Салернский, князь (1038 — 1047)
  - Неаполь — Иоанн V, герцог (1034 — 1042)
  - Салерно — Гвемар IV, князь (1027 — 1052)
- Киевская Русь (Древнерусское государство) — Ярослав Владимирович Мудрый, великий князь Киевский (1016 — 1018, 1019 — 1054)
  -  Новгородское княжество — Владимир Ярославич, князь (1034 — 1052)
  -  Полоцкое княжество — Брячислав Изяславич, князь (1003 — 1044)
- Норвегия — Магнус I Добрый, король (1035 — 1047)
- Папская область — Бенедикт IX, папа римский (1032 — 1044, 1045, 1047 — 1048)
- Польша — 
  - Болеслав Забытый, князь/междуцарствие (1034 — 1039)
  - Казимир I Восстановитель, князь (1039 — 1058)
- Португалия — Менду III Нуньес, граф (1028 — 1050)
- Священная Римская империя — 
  - Конрад II, император (1027 — 1039)
  - Генрих III Черный, король Германии (1039 — 1046)
  - Австрийская (Восточная) марка — Адальберт Победоносный, маркграф (1018 — 1055)
  - Бавария — Генрих VI Черный, герцог (1027 — 1042, 1047 — 1049)
  - Бар — София, графиня (1033 — 1093)
  - Верхняя Лотарингия — Гозело I, герцог (1033 — 1044)
  - Голландия — 
    - Дирк III Иерусалимский, граф (993 — 1039)
    - Дирк IV, граф (1039 — 1049)

  - Каринтия — 
    - Конрад II, герцог (1035 — 1039)
    - Генрих III Черный, герцог (1039 — 1047)

  - Нижняя Лотарингия — Гозело I, герцог (1023 — 1044)
  - Лувен — Оттон I, граф (1038 — 1040)
  - Лужицкая (Саксонская Восточная) марка — Эккехард II, маркграф (1034 — 1046)
  - Люксембург — Генрих II, граф (1026 — 1047)
  - Мейсенская марка — Эккехард II, маркграф (1038 — 1046)
  - Монферрат — Гульельмо III, маркграф (991 — 1042)
  - Намюр — Альберт II, граф (ок. 1031 — ок. 1063)
  - Прованс —
    - Фульк Бертран, маркиз (1037 — 1051)
    - Жоффруа I, граф (1018 — ок. 1062)
    - Эмма, графиня (ок. 1037 — 1063)

  - Рейнский Пфальц — Оттон I, пфальцграф (1034 — 1045)
  - Савойя — Гумберт I Белорукий, граф (1032 — ок. 1047)
  - Саксония — Бернхард II, герцог (1011 — 1059)
  - Северная марка — Бернхард II Младший, маркграф (ок. 1018 — ок. 1044)
  - Сполето — Уго III, герцог (1036 — 1043)
  - Тосканская марка — Бонифаций III (IV), маркграф (1027 — 1052)
  - Чехия — Бржетислав I, князь (1034 — 1055)
  - Швабия — Генрих Черный, герцог (1038 — 1045)
  - Штирия (Карантанская марка) — Арнольд II, маркграф (1035 — 1055)
  - Эно (Геннегау) — 
    - Ренье V, граф (1013 — 1039)
    - Герман, граф (1039 — 1051)
- Сицилийский эмират — Абдалла, эмир (1037 — 1040)
- Уэльс —
  - Гвент — Мейриг ап Хивел, король (1015 — 1045)
  - Гвинед — 
    - Иаго ап Идвал ап Мейриг, король (1023 — 1039)
    - Грифид ап Лливелин, король (1039 — 1063)

  - Гливисинг —
    - Хивел ап Оуэн, король (990 — 1043)
    - Грифид ап Ридерх, король (1033 — 1055)
    - Гургант ап Ител, король (1033 — 1070)

  - Дехейбарт — Хивел ап Эдвин, король (1033 — 1044)
- Франция — Генрих I, король (1031 — 1060)
  - Аквитания — 
    - Эд, герцог (1038 — 1039)
    - Гильом VII, герцог (1039 — 1058)

  - Ангулем — Жоффруа I, граф (1032 — 1048)
  - Анжу — Фульк III Нерра, граф (987 — 1040)
  - Блуа — Тибо III, граф (1037 — 1089)
  - Бретань — Ален III, герцог (1008 — 1040)
    - Нант — Матье, граф (1038 — 1051)
    - Ренн — Ален III, граф (1008 — 1040)

  - Булонь — Евстахий I, граф (1033 — 1047)
  - Бургундия (герцогство) — Роберт I, герцог (1032 — 1076)
  - Бургундия (графство) — Рено I, граф (1026 — 1057)
  - Вермандуа — Оттон, граф (1010 — 1045)
  - Готия —
    - Гуго, граф Руэрга, маркиз (1008 — 1054)
    - Понс Гильом, маркиз (1037 — 1060)

  - Каркассон — Пьер Раймунд, граф (ок. 1012 — 1060)
  - Макон — Оттон II, граф (1004 — 1049)
  - Мо и Труа — Этьен II де Труа, граф (1037 — 1047)
  - Мэн — Гуго IV, граф (ок. 1035 — 1051)
  - Невер — Рено I, граф (1028 — 1040)
  - Нормандия — Вильгельм I Завоеватель, герцог (1035 — 1087)
  - Овернь — Гильом V, граф (ок. 1032 — ок. 1064)
  - Руссильон — Госфред II, граф (1013 — 1074)
  - Руэрг — Гуго, граф (1008 — 1054)
  - Тулуза — Понс Гильом, граф (1037 — 1060)
  - Фландрия — Бодуэн V Благочестивый, граф (1035 — 1067)
  - Фуа — Роже I, граф (ок. 1034 — 1064)
  - Шалон — 
    - Гуго I, граф (979 — 1039)
    - Тибо, граф (1039 — 1065)
- Хорватия — Степан I, король (1030 — 1052)
- Швеция — Анунд Якоб, король (1022 — 1050)
- Шотландия (Альба) — Дункан I, король (1034 — 1040)

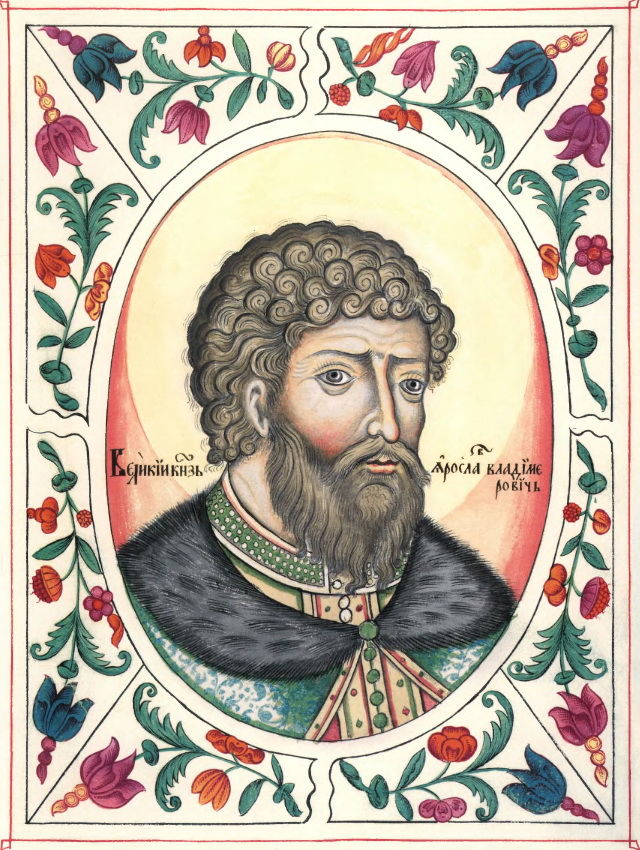
Ярослав Мудрый 1016-1018,1019-1054 Великий князь Киевский
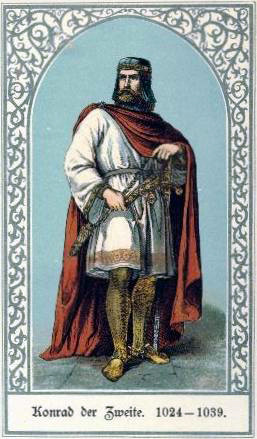
Конрад II 1027-1039 Император Священной Римской империи
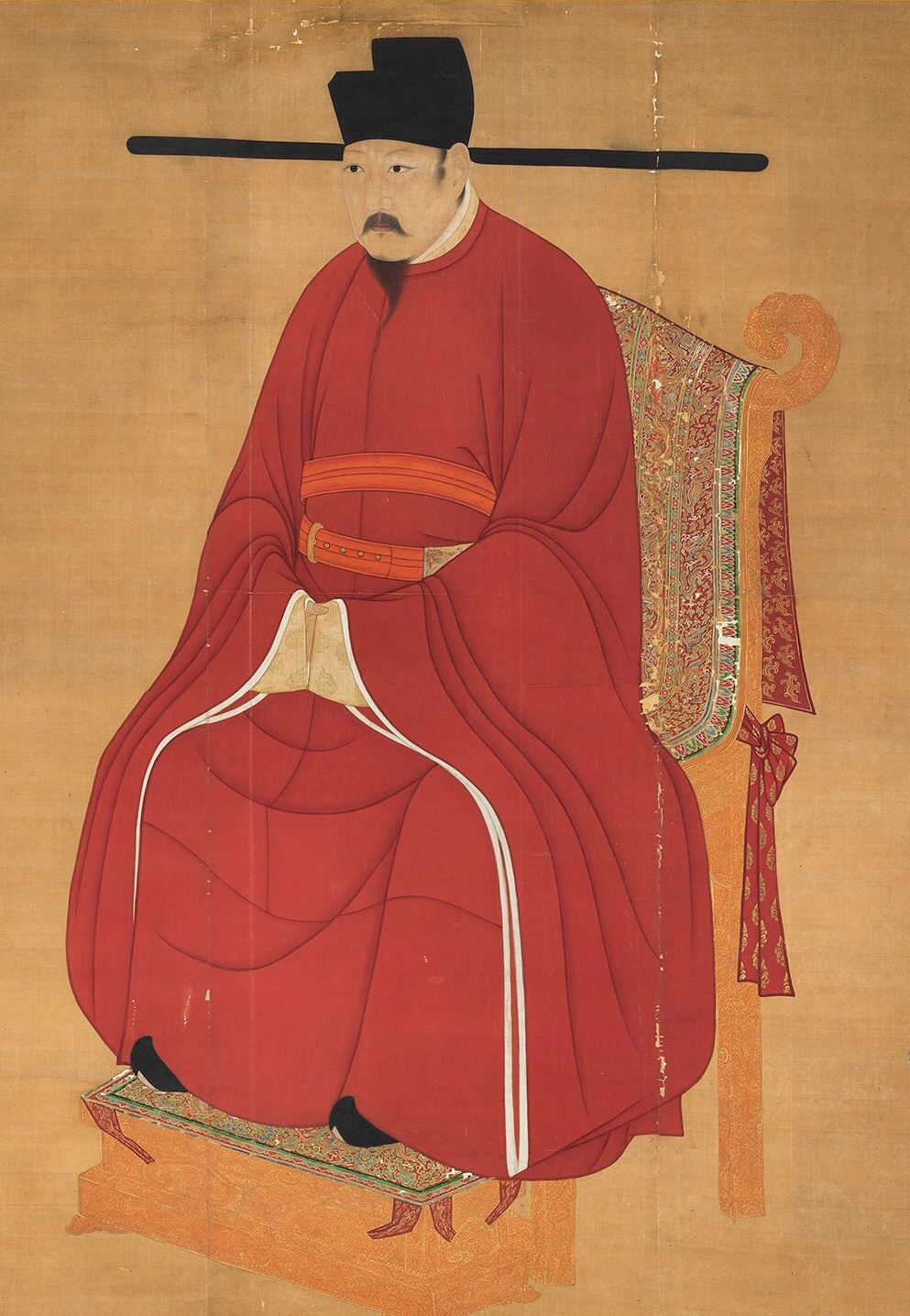
Жэнь-цзун 1022-1063 Император Китая
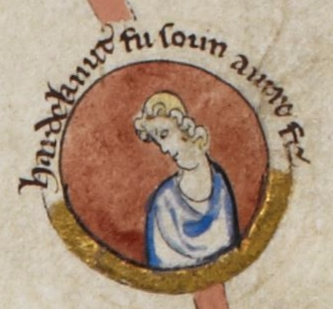
Хардекнуд 1035-1042 Король Дании
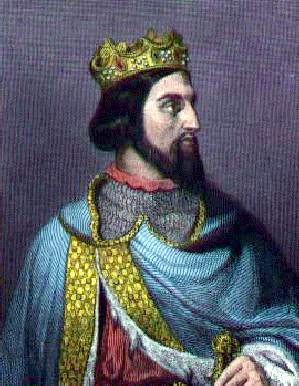
Генрих I 1031-1060 Король Франции
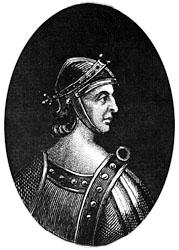
Гарольд I 1035-1040 Король Англии
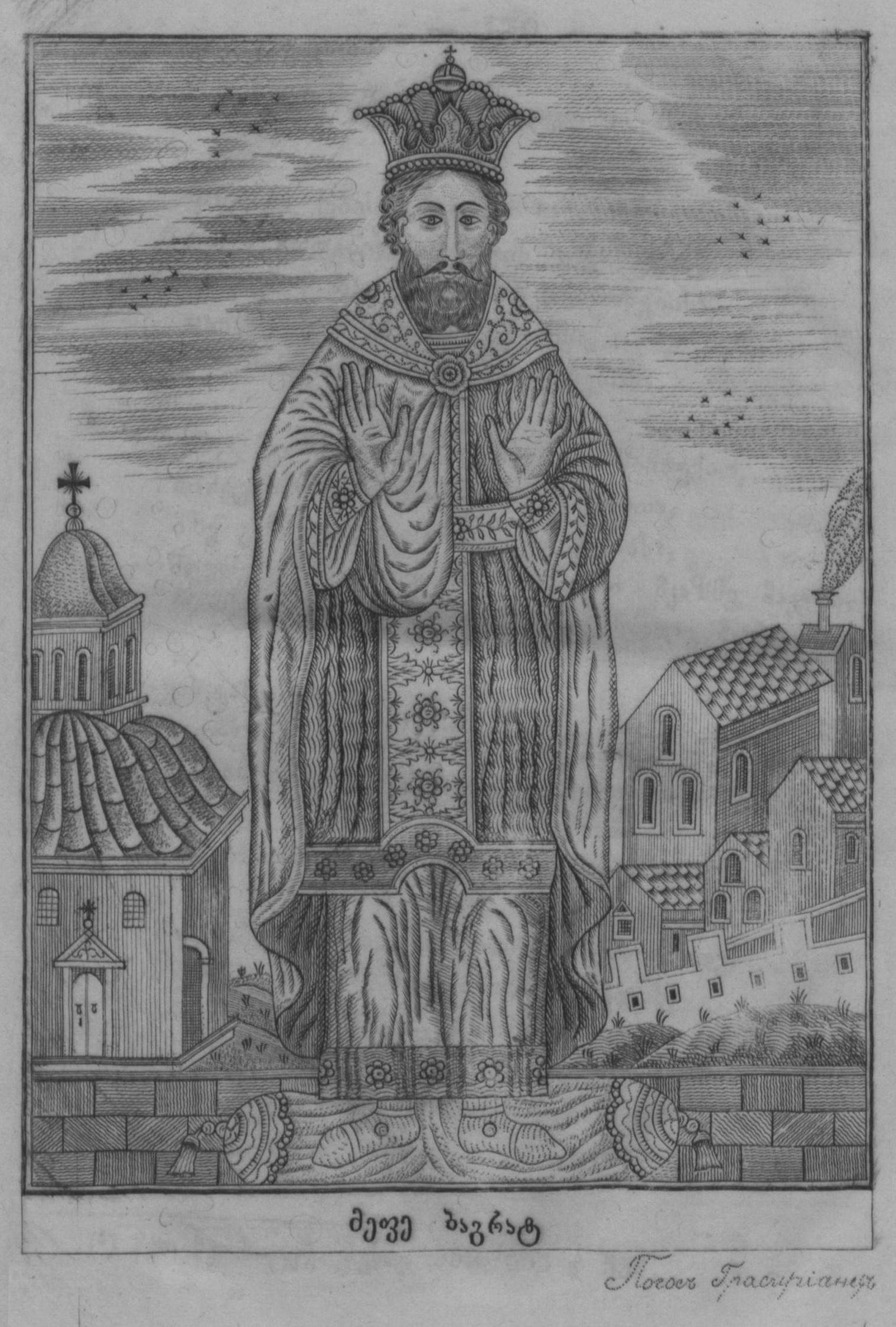
Баграт IV 1027-1072 Царь Грузии
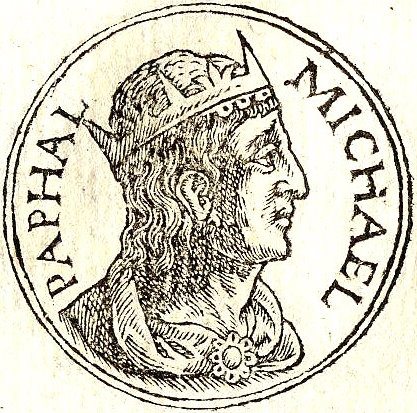
Михаил IV Пафлагон 1034-1041 Император Византии
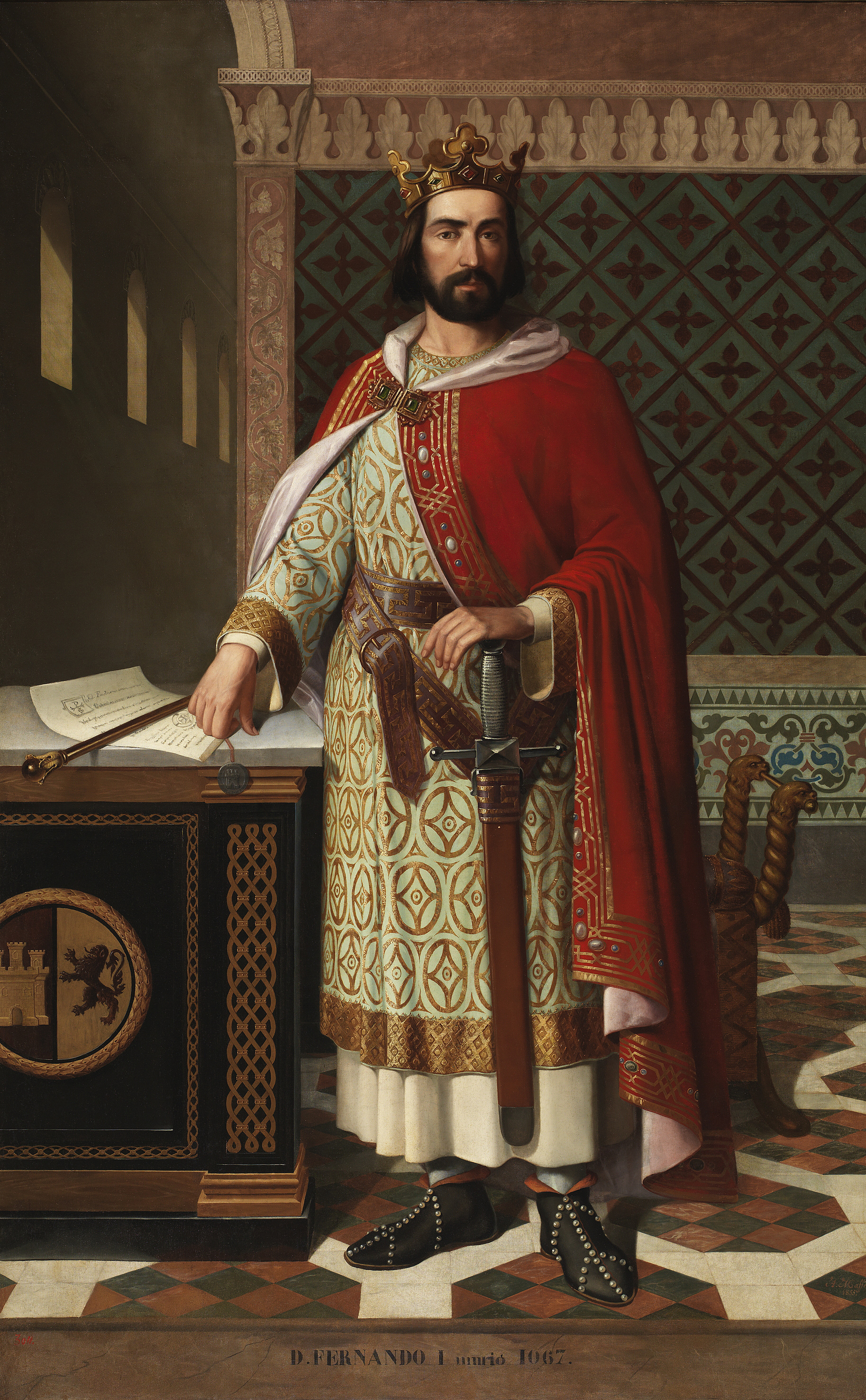
Фердинанд I 1037-1065 Король Кастилии и Леона
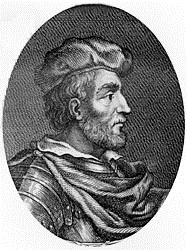
Дункан I 1034-1040 Король Шотландии
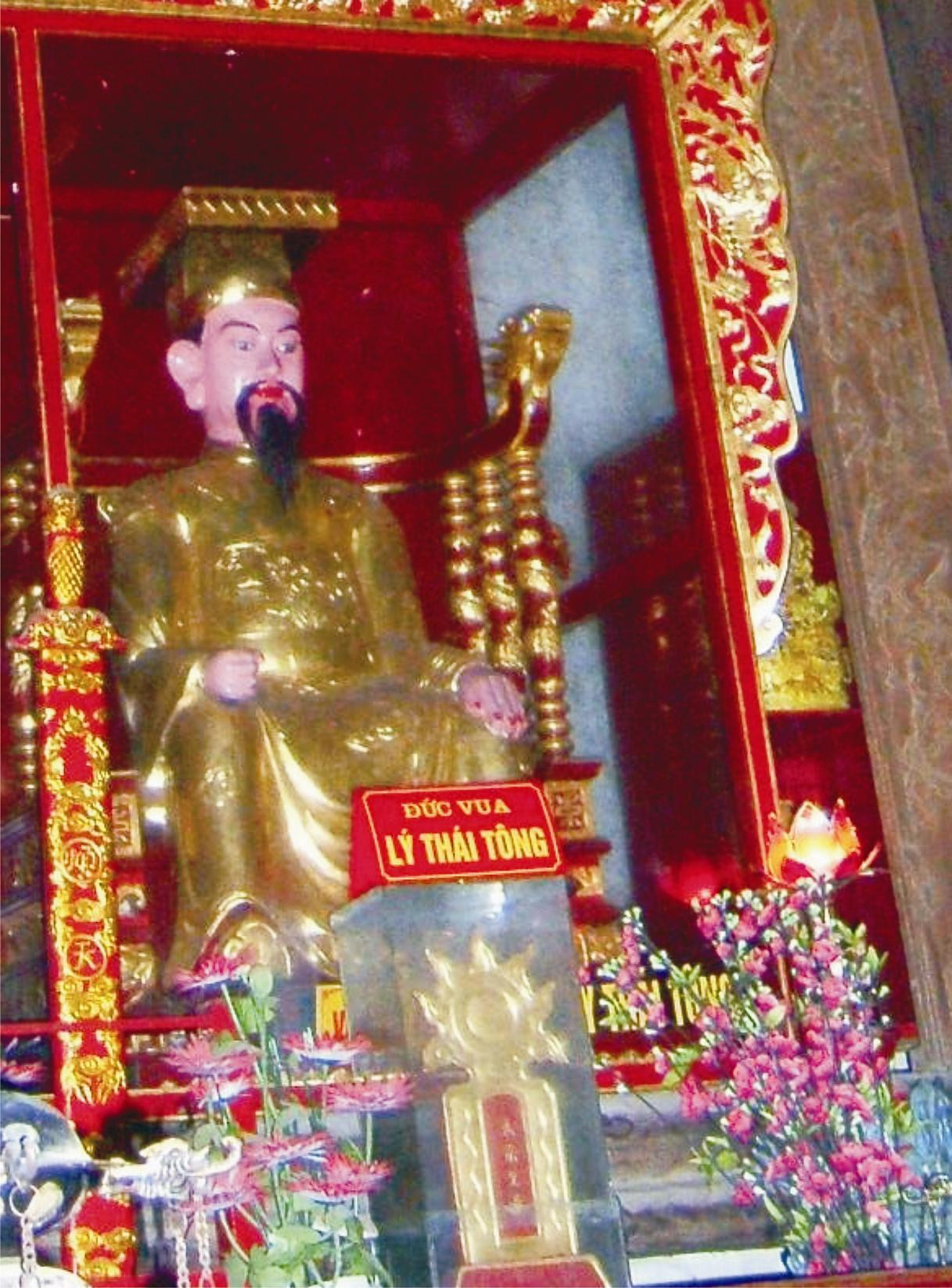
Ли Тхай Тонг 1028-1054 Император Дайковьета
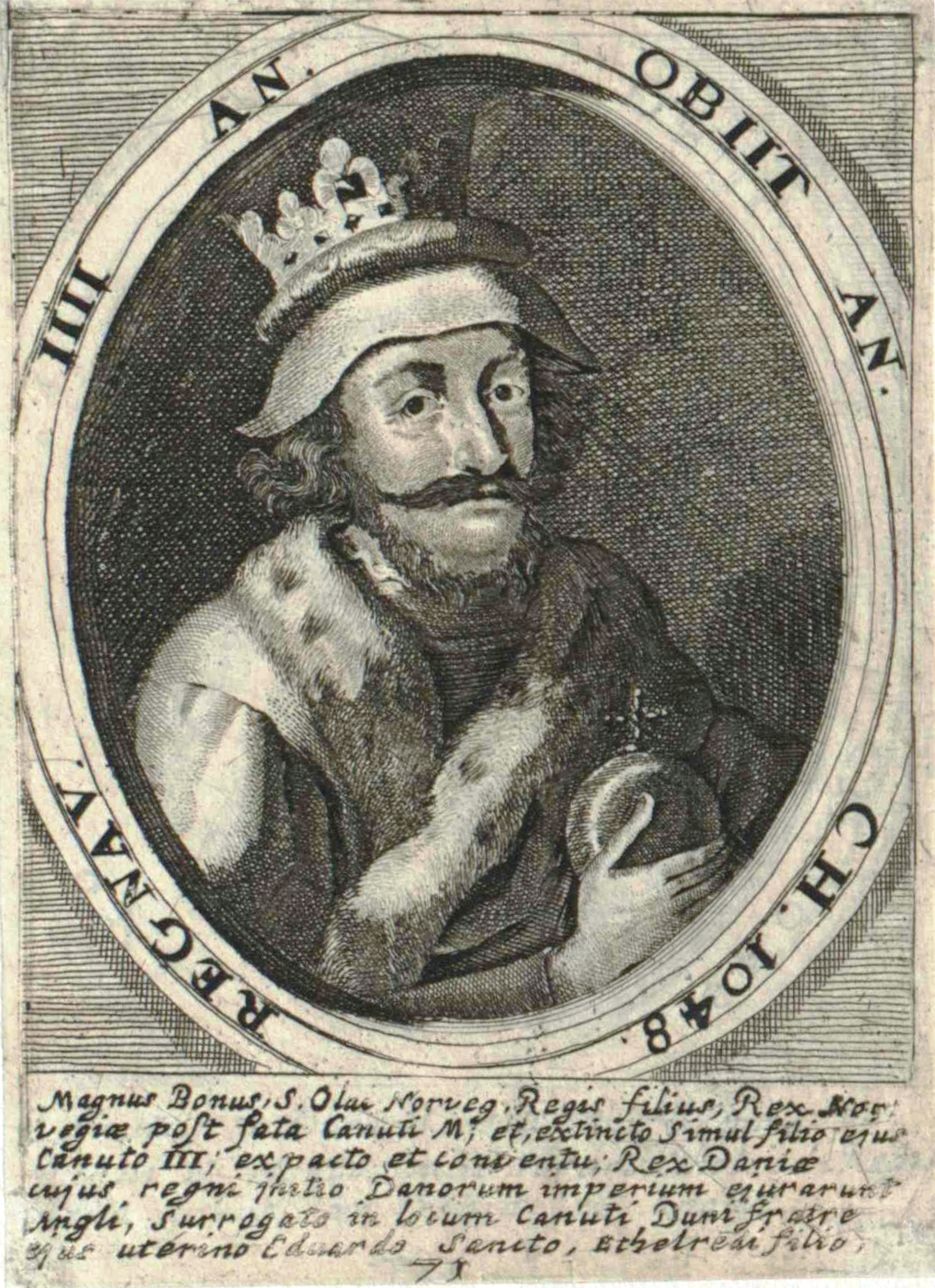
Магнус I Добрый 1035-1047 Король Норвегии
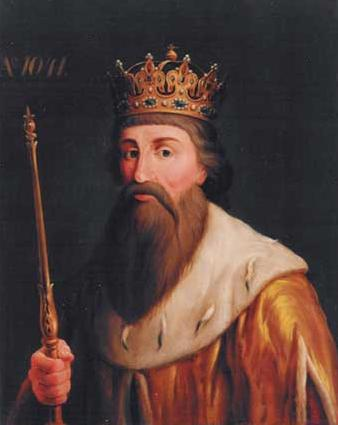
Казимир I Восстановитель 1039-1058 Князь Польши
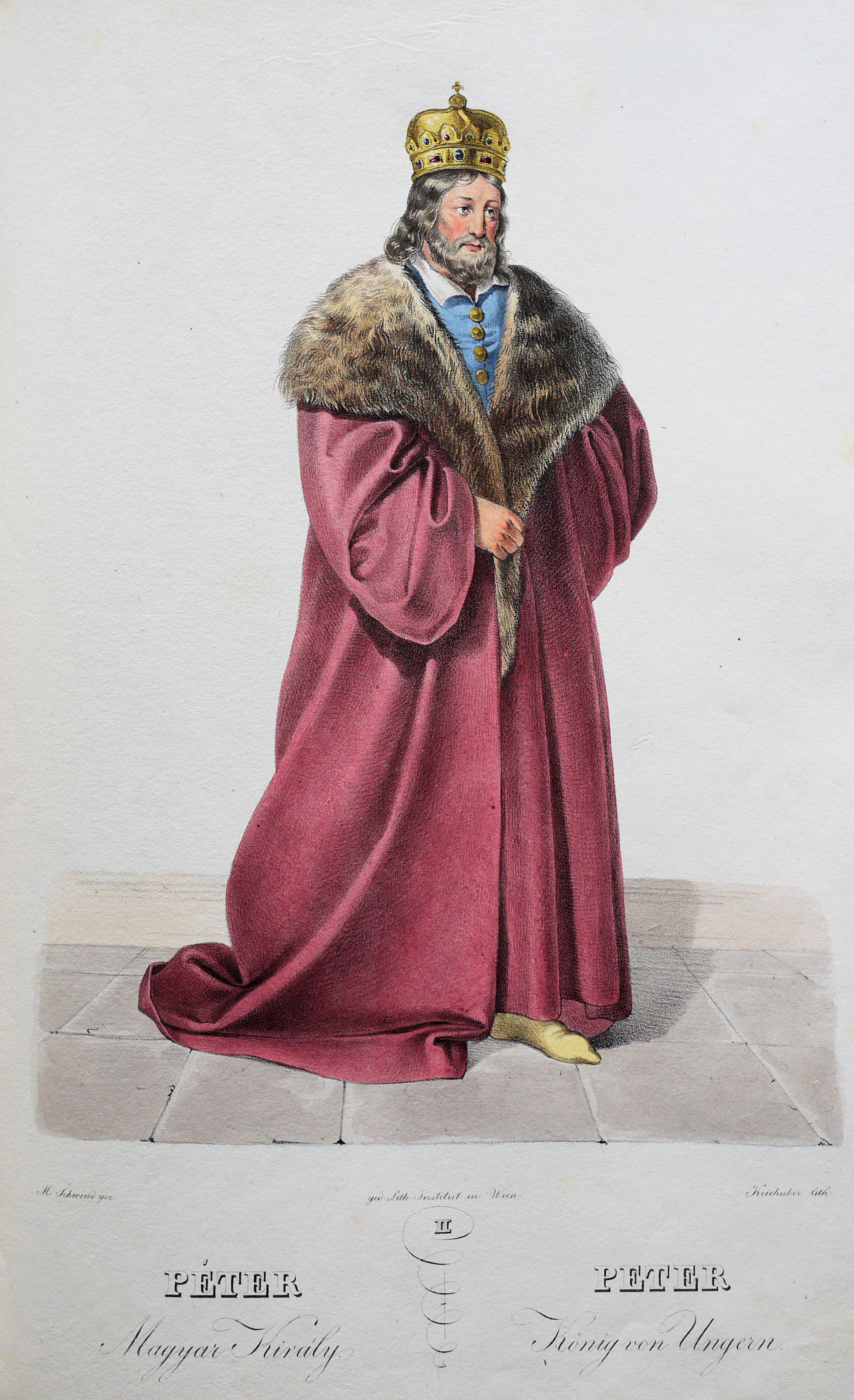
Петр Орсеоло 1038-1041 Король Венгрии
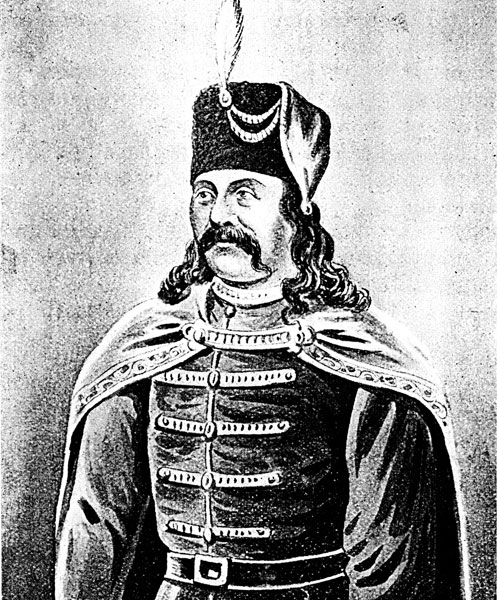
Стефан Воислав 1018-1052 Жупан Дукли
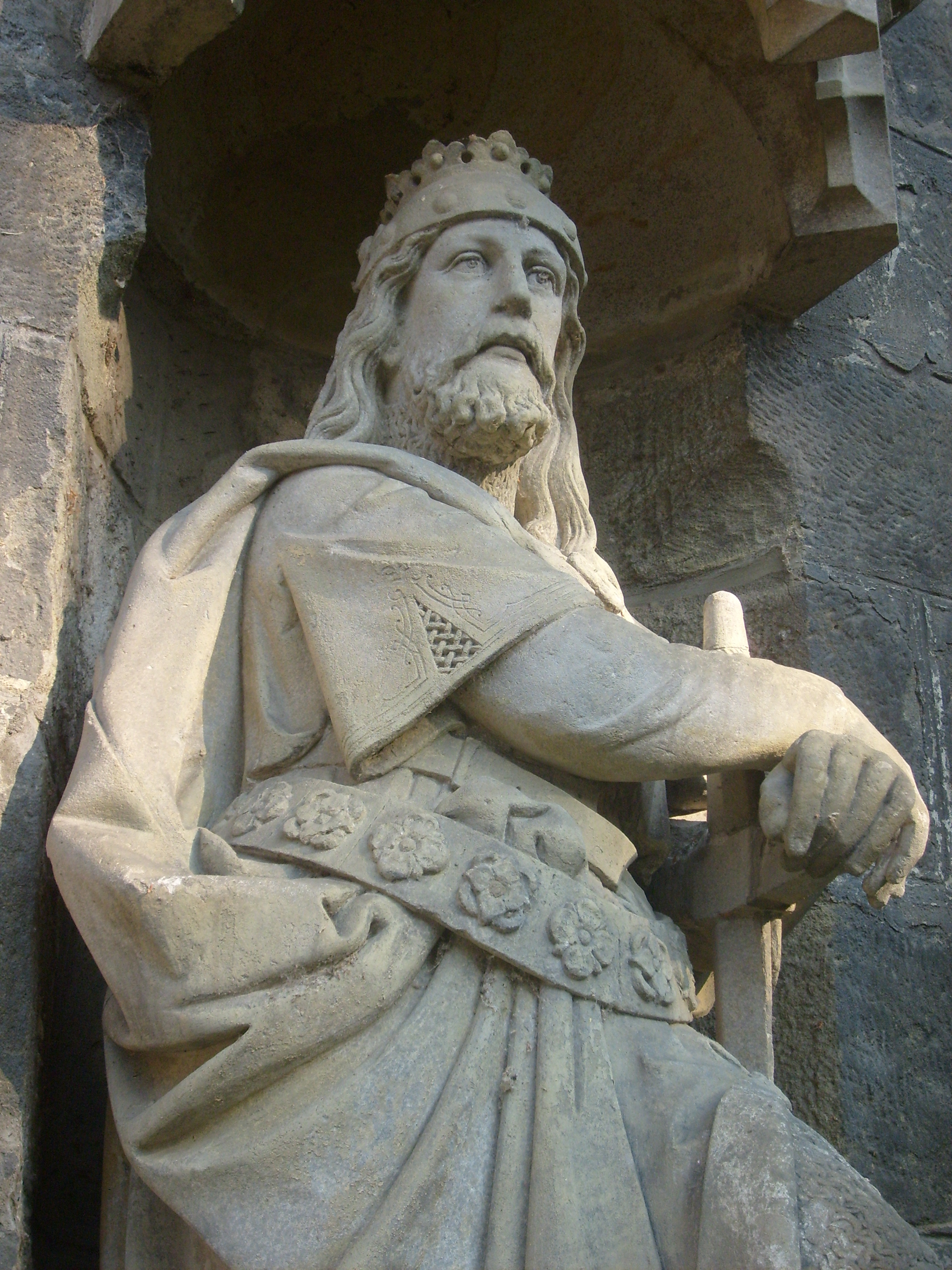
Бржетислав I 1034-1055 Князь Чехии
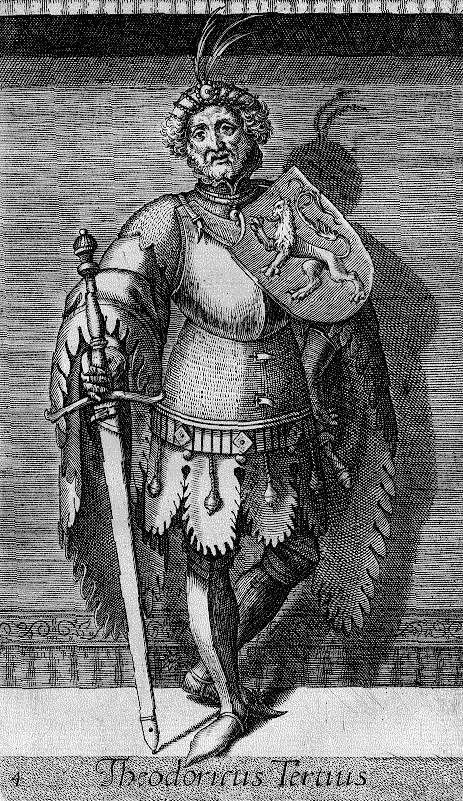
Дирк III 993-1039 Граф Голландии
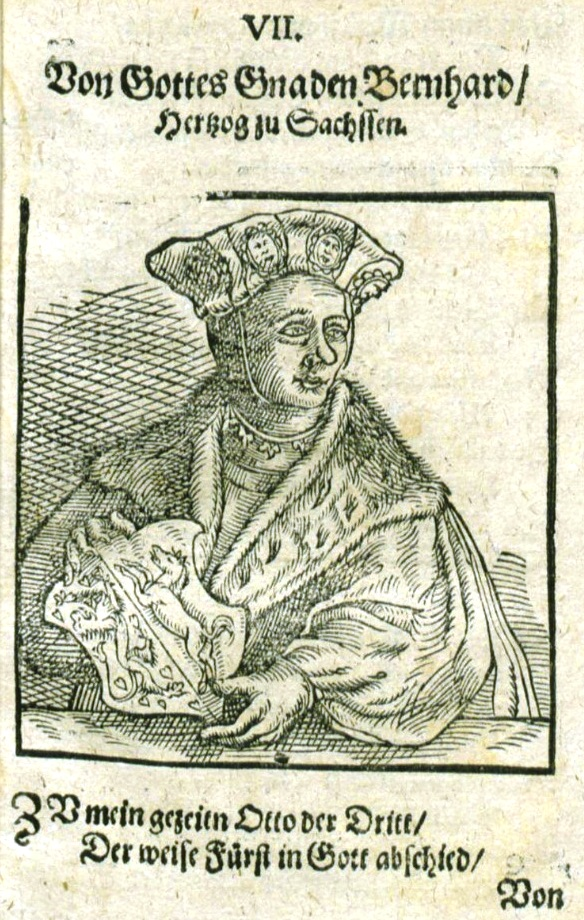
Бернхард II 1011-1059 Герцог Саксонский
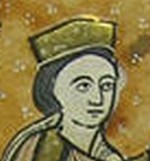
Рамон Беренгер I 1035-1076 Граф Барселоны
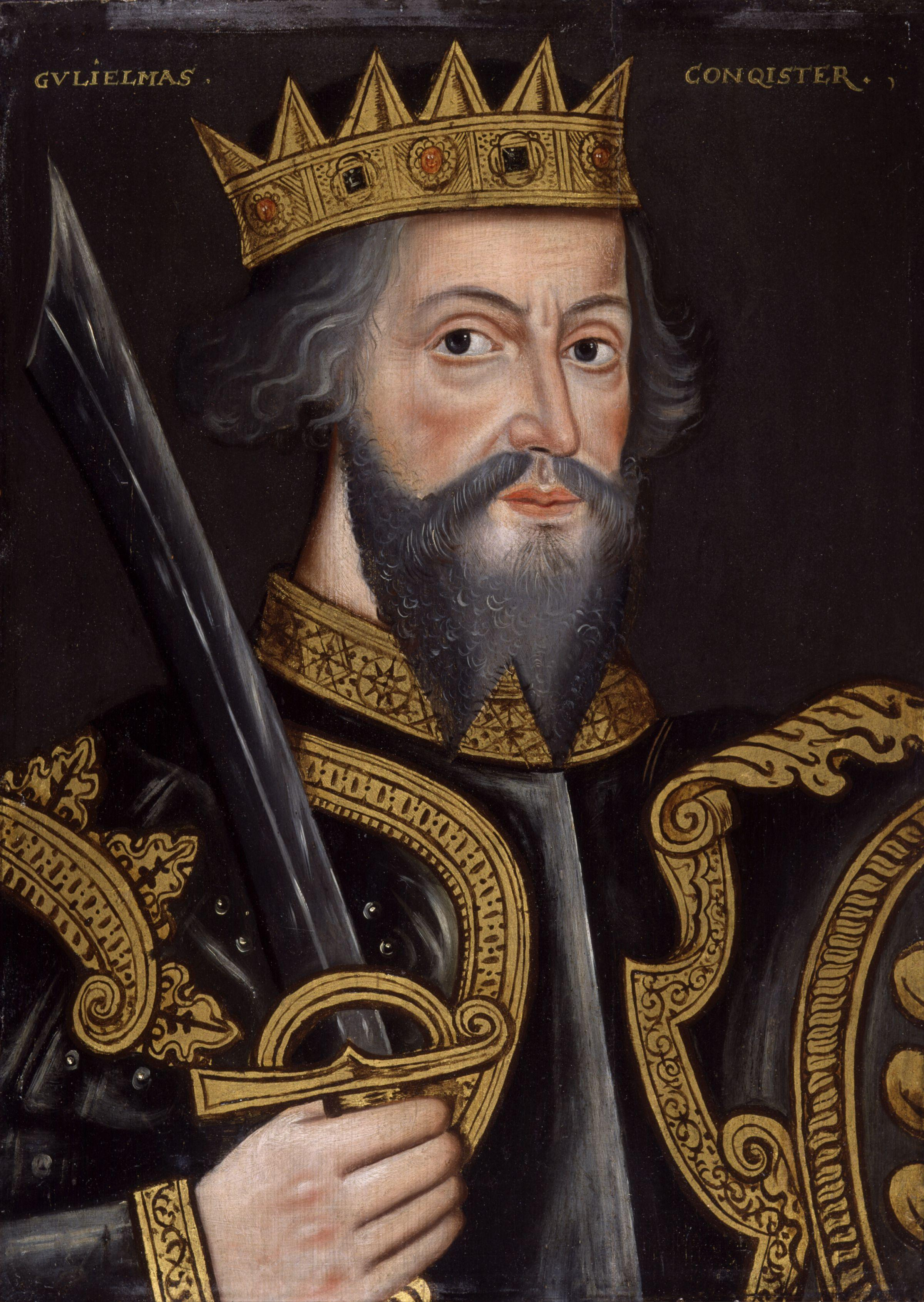
Вильгельм II (Завоеватель) 1035-1087 Герцог Нормандии
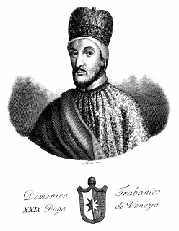
Доменико Флабьянико 1032-1041 Дож Венеции
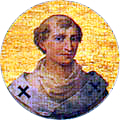
Бенедикт IX 1032-1044 Папа римский